# Ruan Zhenduo
Ruan Zhenduo (阮振鐸, 1893–1973) est un médecin chinois qui fut membre du gouvernement du Mandchoukouo.

## Biographie
Ruan étudie la médecine au collège médical de Mandchourie en 1913. Il se rend au Japon en 1919 pour étudier à l'université impériale de Kyoto et reçoit son doctorat en médecine.
Après son retour en Chine en 1923, Ruan est nommé président du conseil médical de la clique du Fengtian, et professeur de médecine à l'université du Nord-Est. Il devient ensuite officier en chef du corps médical militaire. Il occupe en même temps les postes de président des conseils médicaux de Changchun et du Jilin en 1929.
En avril 1932, dans le nouvel État du Mandchoukouo, Ruan devient secrétaire en chef de la province du Fengtian. Il assiste Yu Jingyuan à établir la ligue de la jeunesse du Mandchoukouo et est l'un des membres fondateurs de l'association Concordia. En novembre 1932, il sert au conseil d'État des Affaires générales en tant que directeur du bureau de construction. En mai 1935, Ruan accepte le poste de ministre de l'Éducation, qu'il conserve jusqu'en juillet 1937. De décembre 1940 à septembre 1942, il sert comme ministre des Transports et de septembre 1942 à avril 1944, il est ministre des Finances. D'avril 1944 à août 1945, il sert comme ministre des Affaires étrangères.
Après l'invasion soviétique de la Mandchourie, Ruan est capturé par l'armée rouge et détenu en Sibérie pendant 5 ans avant d'être extradé en République populaire de Chine le 31 juillet 1950, où il est incarcéré au centre de détention de criminels de guerre de Fushun. Il a pour compagnon l'ancien empereur Puyi qu'il aide à écrire son autobiographie : La Première moitié de ma vie; D'empereur à citoyen : L'autobiographie d'Aisin-Gioro Pu Yi. Il est libéré en 1962 par grâce spéciale et trouve un travail à la bibliothèque médicale de Changchun en tant que bibliothécaire. Il meurt en 1973.